# Покров (городской округ Подольск)
Покров — село в городском округе Подольск Московской области России.
До 2015 года входило в состав сельского поселения Стрелковское Подольского района; до середины 2000-х в Стрелковский сельский округ.

## Население
Согласно Всероссийской переписи, в 2002 году в селе проживал 121 человек (55 мужчин и 66 женщин). По данным на 2005 год в селе проживало 149 человек.

## Расположение
Село Покров расположено у Симферопольского шоссе примерно в 5 км к востоку от центра города Подольска. С севера граничит с деревней Ивлево. Рядом с селом протекает река Пахра.

## Достопримечательности

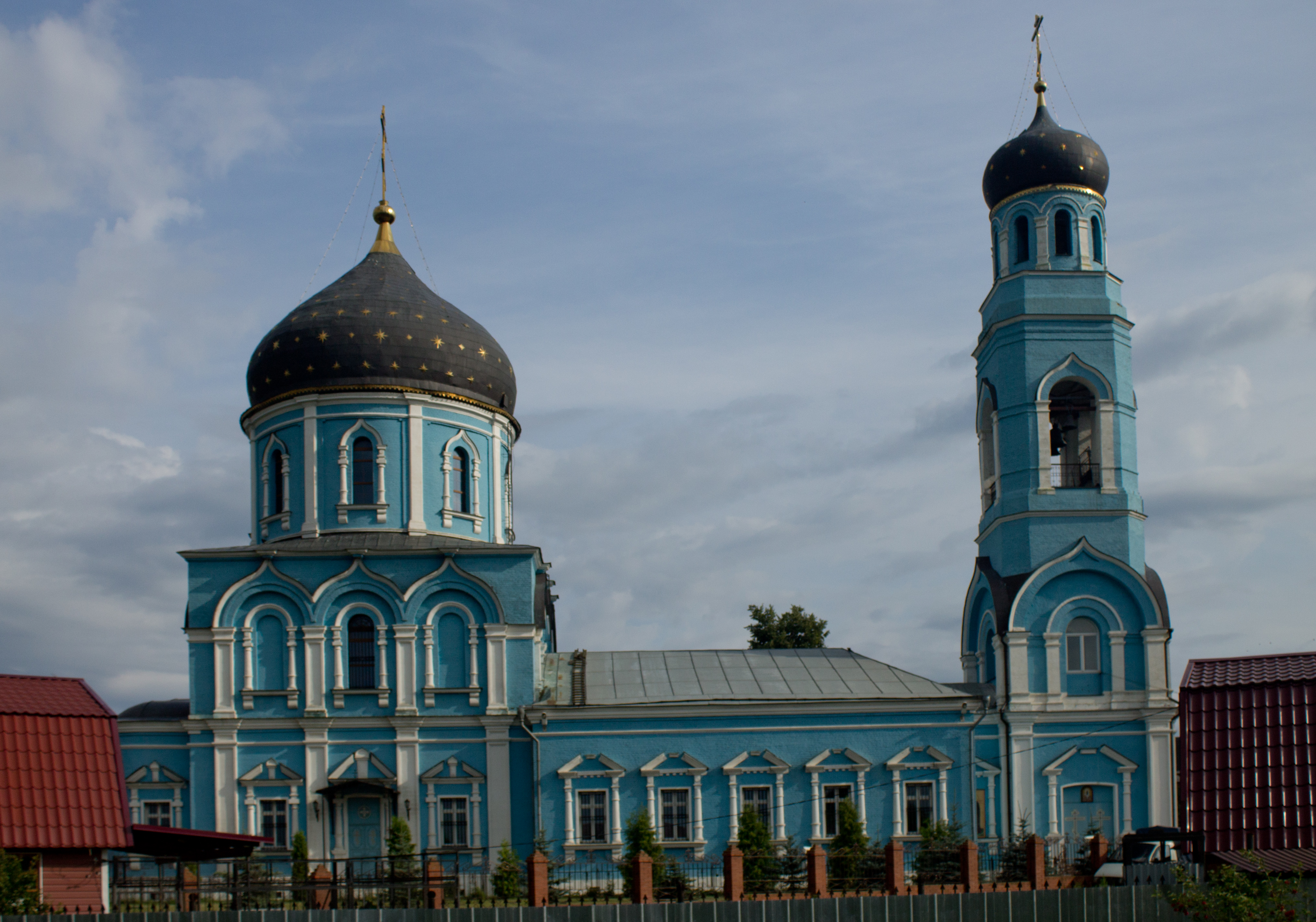
Церковь Покрова Пресвятой Богородицы в селе Покров

- В селе Покров находится церковь Покрова Пресвятой Богородицы. Церковь была построена в 1845—1872 годах в русско-византийском стиле. Имеет трапезную и колокольню[4]. Церковь была закрыта в 1937 году и вновь открыта в 1992 году. Покровская церковь имеет статус памятника архитектуры местного значения[5].

- В 1,2 км юго-восточнее деревни и в 160 м северо-западнее моста через реку Конопелку находится поселение «Покров-II» («Конопелка-I»), датированное первым тысячелетием. Поселение имеет статус памятника археологии[6].

## Улицы
В селе Покров расположены следующие улицы:
| - Домодедовское шоссе - ул. Домодедовская - ул. Заовражная - ул. Мира - ул. Молодёжная - ул. Новая Слобода - ул. Полевая | - ул. Садовая - ул. Слободка Н. - ул. Сосновая - ул. Стрелковская - ул. Щегловская - ул. Южная |